# On the Sunny Side of the Street
"On the Sunny Side of the Street" is een lied uit 1930 gecomponeerd door Jimmy McHugh met teksten van Dorothy Fields. 
Het nummer werd voor het eerst opgevoerd als onderdeel van de Broadway-musical Lew Leslie 's International Revue met in de hoofdrol Harry Richman en Gertrude Lawrence.
Sindsdien is het uitgegroeid tot jazzstandard. Het is door een groot aantal jazzartiesten uitgevoerd, onder wie Louis Armstrong, het Nat King Cole Trio, Dave Brubeck, Earl Hines, Benny Goodman, Lionel Hampton, Erroll Garner, Dizzy Gillespie, Art Tatum, James Booker, Count Basie en Lester Young. 
Ook een groot aantal popmuziekartiesten nam een coverversie op. Het nummer is opgenomen door Billie Holiday, Bing Crosby & Lionel Hampton, Dinah Washington, Ella Fitzgerald, Judy Garland, Doris Day, Brenda Lee, Frankie Laine, Keely Smith, Nat King Cole, Jo Stafford & The Pied Pipers, Frank Sinatra, Willie Nelson, Jon Batiste en Rod Stewart.
De commercieel succesvolste uitvoering was het arrangement van Tommy Dorsey & The Sentimentalists. Met hun versie haalden ze in 1945 nummer 16 in de Amerikaanse hitparade.

## NPO Radio 2 Top 2000
On the Sunny Side of the Street stond alleen in 1999 in de NPO Radio 2 Top 2000, op plek 1532.